# 데시 리딕
데지 라이딕(Desi Lydic, 1981년 6월 30일 ~ )는 미국의 희극인, 배우이다.

## 출연 작품

### 영화
- 섹스 아카데미 (2001)
- 스탠 헬싱 (2009)
- 우리는 동물원을 샀다 (2011)
- 베이비 메이커스 (2012)

### 텔레비전
- 어쿼드 (2011-16)